# Salsa Soubise
La salsa Soubise è una salsa calda adatta ad accompagnare carni rosse arrosto o bolliti. Essa è  composta da un preparato a base di cipolle finemente tritate, appena imbiondite nel  burro cui si aggiunge vino bianco, brodo e sugo di carne ed infine si amalgama ad un roux bianco caldo e se ne completa la cottura a fuoco lento per alcuni minuti. Dopo il passaggio del tutto al setaccio si riporta a bollore per breve tempo e vi si aggiunge la panna liquida. La salsa deve essere servita calda.
Il nome proviene da Carlo di Rohan-Soubise, Pari e Maresciallo di Francia, (1715 – 1787).